# Oskar Sakrausky (Geistlicher, 1914)
Oskar Sakrausky (* 24. März 1914 in Linz; † 3. Februar 2006 in Fresach im Drautal) war ein österreichischer evangelisch-lutherischer Theologe und Bischof der Evangelischen Kirche A. B. Sein gleichnamiger Sohn fungierte 2000 bis 2013 als österreichischer evangelischer Militärsuperintendent.

## Leben

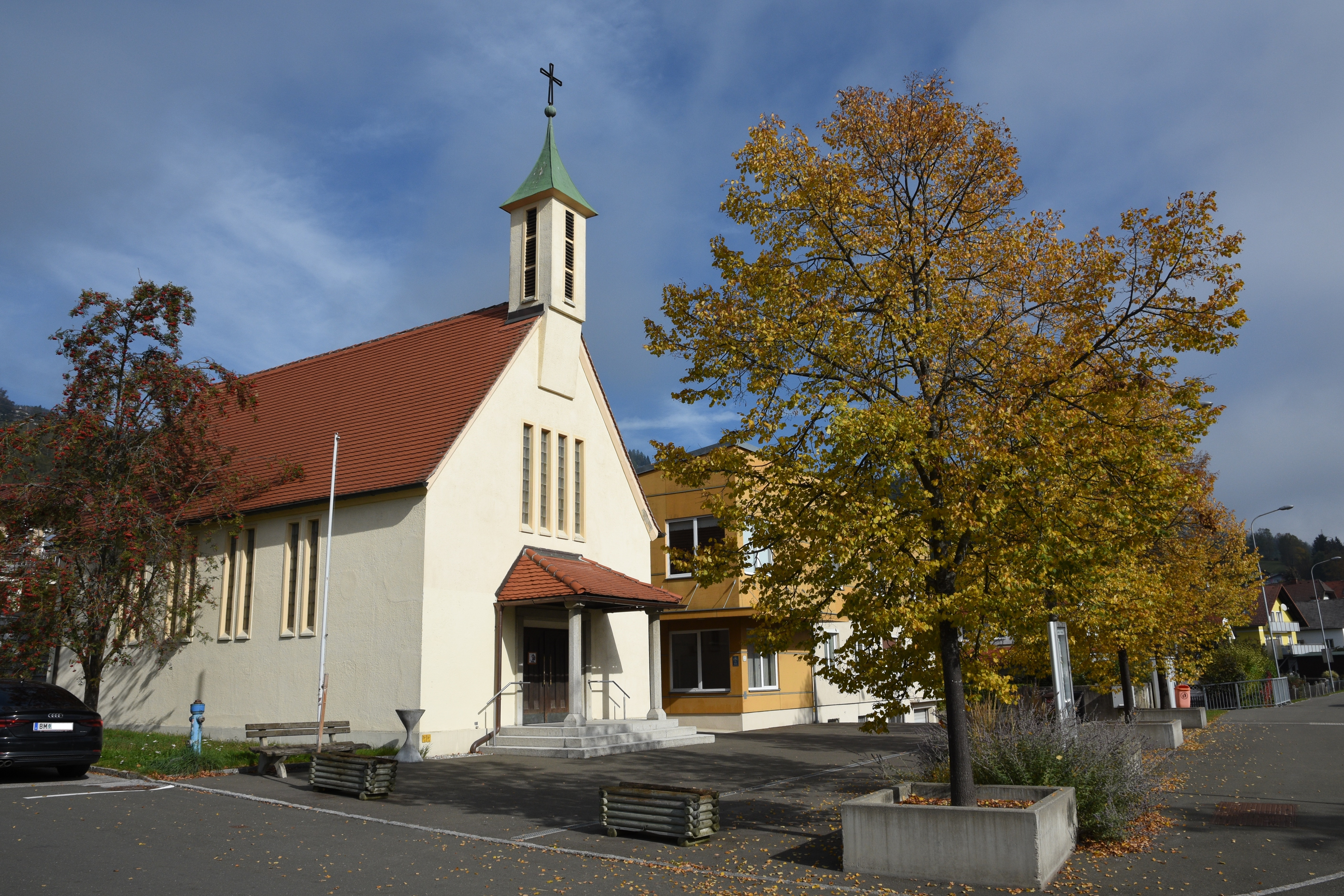
Die Auferstehungskirche in Kindberg, die während Sakrauskys dortiger Amtszeit errichtet wurde.

Oskar Sakrausky wurde als Sohn eines evangelischen Pfarrers in Scharten bei Eferding geboren. Die Volksschule begann er in Prag, der Heimatstadt seiner Eltern und Großeltern. Ab 1922 ging er vier Jahre lang in Feldkirch, wohin man seinen Vater versetzt hatte, zur Schule. Als der Vater 1926 von der deutschen Evangelischen Gemeinde als Pfarrer nach Prag berufen wurde, kehrte er an die Moldau zurück. Im Jahre 1932 maturierte er dort am Staatsrealgymnasium.
Nach den Studienjahren in Wien und Erlangen – dort hörte er u. a. bei Paul Althaus, Werner Elert und Hermann Sasse – legte er 1939 im nordböhmischen Gablonz das Amtsexamen ab und wurde in der Prager Michaeliskirche in das geistliche Amt eingesetzt. Im selben Jahr noch rückte Sakrausky zur Infanterie der deutschen Wehrmacht ein und nahm am Überfall auf Polen teil. Nach viereinhalb Jahren sowjetischer Kriegsgefangenschaft in Tula, etwa 170 Kilometer südlich von Moskau, kehrte er 1949 nach Österreich zurück.
Er begann 1950 im Lager der Siebenbürger Flüchtlinge in Wallern an der Trattnach, Oberösterreich, wieder als Seelsorger zu wirken. Im selben Jahr heiratete er dort auch Hertha Strzalkovski. Aus der Ehe gingen zwei Kinder hervor, Oskar (* 1952) und Grete (* 1954).
Weitere Stationen seines Lebens waren Kindberg in der Steiermark, wo er von 1951 bis 1955 wirkte und die Auferstehungskirche bauen ließ, Bad Bleiberg bei Villach und Trebesing im Liesertal. Anfang der 1960er Jahre wurde Sakrausky als Oberkirchenrat nach Wien berufen, wo er 1968 zum Bischof der Evangelischen Kirche A.B. in Österreich gewählt wurde. Das Amt übte er bis März 1983 aus. Seinen Ruhestand verlebte er in Fresach. Dort brachte er seine Sammlung von Protestantica ins dortige Diözesanmuseum ein, dessen ehrenamtlicher Kustos er bis zu seinem Ableben blieb (einige Objekte wurden allerdings gegen den Protest der örtlichen Pfarrgemeinden (z. B. Wallern an der Trattnach) in diesen Bestand aufgenommen).

## Positionen
Sakrausky vertrat sehr pointiert eine streng konservative Linie, geprägt von der Furcht vor jeglichen „Linkstendenzen“. Gemeinsam mit Kardinal Franz König trat er in den 1970er Jahren als erster Bischof seines Landes gegen die Fristenlösung bei der Abtreibung ein. Dabei forderte er den Anspruch staatlichen Schutzes für ungeborene Kinder. Dies brachte ihm einerseits Widerstände in der eigenen Kirche, andererseits die Zustimmung vieler Katholiken ein. Dass Kinder nicht mehr als Gabe Gottes empfunden und dankbar angenommen werden, war für ihn ein Symptom der Entchristlichung und des damit einhergehenden ethisch-moralischen Niedergangs der europäischen Gesellschaften.
Auch der Ordination von Frauen stand er ablehnend gegenüber. Aus Opposition gegen die kirchliche Segnung gleichgeschlechtlicher Partnerschaften schloss er sich 1997 der Schladminger Erklärung an.
Sakrausky lehnte ferner die Leuenberger Konkordie ab, welche den Abendmahlsstreit zwischen den lutherischen, reformierten und unierten Kirchen beendete und später zum Gründungsdokument der GEKE wurde.

## Ehrungen
Für seine kirchengeschichtliche Arbeit über den Protestantismus in Slowenien und Kroatien erhielt Sakrausky die Ehrendoktorwürde der Staatsunabhängigen Theologischen Hochschule in Basel.
Als Mahnung für die Mitmenschen verlieh ihm die Kirchliche Sammlung um Bibel und Bekenntnis (KSBB) den Walter-Künneth-Preis für sein Lebenswerk, insbesondere für seinen Einsatz für die ungeborenen Kinder.

## Veröffentlichungen
- Agoritschach. Verlag des Geschichtsvereins für Kärnten. (Kärntner Museumsschriften, 1954/21).
- Geduldet … – vom Anfang der evangelischen Gemeinden zu Bleiberg. Verlag Kleinmayr, Klagenfurt 1958.
- Julius Theodor Wehrenfennig: die Lebensgeschichte des ersten evangelischen Predigers in der Gosau (Hauptautor Julius Theodor Wehrenfennig). Eigenverlag Oskar Sakrauski, Wien 1968.
- Luther – ein Christ [1483–1983] – Ausstellung im Prunksaal d. Österreich. Nationalbibliothek zur 500. Wiederkehr d. Geburtstags Martin Luthers, 10. Nov. 1983. – 30. März 1984. Evangelischer Pressverband, Wien 1983.
- Primus Truber – der Reformator einer vergessenen Kirche in Krain. Verlag Evangelisches Diözesanmuseum, Fresach 1986.
- St. Ruprecht am Moos – die Geschichte einer evangelischen Pfarrgemeinde im Grossraum Villach. Verlag Evangelisches Pfarramt St. Ruprecht im Moos 1986.
- Deutsche Vorreden zum slowenischen und kroatischen Reformationswerk (Hauptautor Primož Trubar). Verlag Evangelischer Pressverband, Wien 1989.
- Die Deutsche Evangelische Kirche in Böhmen, Mähren und Schlesien – 1919–1921. Johannes Mathesius Verlag, Heidelberg, Wien, Bad Rappenau 1989.
- Evangelisches Österreich – ein Gedenkstättenführer. Evangelischer Pressverband in Österreich, Wien 1989.
- Festschrift vom Toleranzbethaus zur evangelischen Kirche in Fresach 1781–2001. Verlag Verein für Evangelische Glaubensüberlieferung in Kärnten, Fresach 2001.

Beiträge in
- Walter Künneth, Lars Falkfors, Oskar Sakrausky: Das Wort vom Kreuz. Edition C, Lahr-Dinglingen 1986, ISBN 3-501-00166-5.